# Kermesbær
Det danske navn kommer af det persiske ord kermes (= ”rød”). Det botaniske navn kommer af græsk φυτών (phyton) (= ”plante”) + latin lacca (= ”lak”). Det er stauder med en opret, forgrenet vækst. Stængler og blade er hårløse. Bladene er hele og spredtstillede med tydelig spids og en kruset rand. Blomsterne sidder samlet i endestillede klaser, og de er regelmæssige og hvid-grønne. Frugterne er bær.
Kermesbær indeholder stofferne phytolaccatoxin og phytolaccigenin, som begge er giftige for pattedyr (herunder mennesker), mens fuglenes fordøjelse skåner dem for giften.
Træagtig Kermesbær (Phytolacca dioica) er vildtvoksende på de sydamerikanske pampas, hvor de kaldes ombú. De bliver små træer og er nogle af de få planter, der giver skygge i de åbne græsstepper. Det har gjort planten til et symbol for gauchokulturen og Argentina.
Her beskrives kun den eneste art, som hyppigt findes forvildet (og næsten ukrudtsagtig) i danske haver.
| Beskrevne arter |

- Amerikansk Kermesbær (Phytolacca americana)

| Andre arter |

- Phytolacca abyssinica
- Phytolacca acinosa
- Phytolacca bogotensis
- Phytolacca clavigera
- Phytolacca dioica
- Phytolacca dodecandra
- Phytolacca icosandra
- Phytolacca rivinoides